# Carlos Coqueijo
Carlos Coqueijo Torreão da Costa (Salvador, 5 de janeiro de 1924 — Salvador, 20 de janeiro de 1988) foi um compositor, maestro, jurista, jornalista, poeta, letrista, cronista e cantor brasileiro. Foi ministro do Tribunal Superior do Trabalho (TST).

## Biografia
De família de músicos, sua mãe era exímia pianista e seu pai, médico, tocava violoncelo. Seus pais faziam saraus e reuniam em casa músicos, intelectuais, poetas, artistas plásticos e escritores. Casado com Aydil de Coqueijo. Amigo de Benjamin Eurico Cruz, Carlos Drumond de Andrade, Jorge Amado,  Marco Aurélio Prates de Macedo e Zélia Gattai, dentre muitos outros.
Em 1945 formou-se em Direito pela Universidade Federal da Bahia.
No ano de 1955 formou-se em Filosofia pela Universidade Católica de Salvador. Estudou violino no Instituto de Música da Bahia e logo depois vários outros instrumentos.
Multi-instrumentista, tocava violino, piano, violão, órgão, escaleta e bandolim, entre outros.
Como cronista, manteve colunas diárias e semanais no Jornal da Bahia e no jornal A Tarde (Crônicas de Viagens), (Crônicas da Segunda-Feira) e (Mais Dias Menos Dias, título sugerido pelo amigo Stanislau Ponte Preta). Publicou o livro de crônicas Mais dias menos dias, que contou com prefácio de Jorge Amado.
Em 1966 escreveu e dirigiu a peça "Flor dos Vinicius de Mello de Moraes Também", apresentada no Teatro Vila Velha. Salvador.
Compôs É preciso perdoar com Alcyvando Luz, um dos grandes sucessos de João Gilberto.
Lecionou Filosofia, Sociologia, Direito do Trabalho, Direito Judiciário do Trabalho, cadeira equivalente a Direito Processual do Trabalho da Faculdade de Direito da Universidade Federal da Bahia e da Universidade de Brasília, com sede em Brasília, no Distrito Federal.
Festejado autor da área jurídica, seu livro: Direito Processual do Trabalho , mereceu quatro edições, todas esgotadas, a última, "post mortem" em 1996, pela Editora Forense, com revisão e atualização de Washington Trindade.
Membro de várias organizações: Academia Brasileira de Letras Jurídicas e Academia Nacional do Direito do Trabalho, entre outras. Recebeu diversas condecorações, inclusive do governo francês. Foi presidente do Teatro Vila Velha, levando para apresentações no teatro artistas internacionais como Henry Mancini e Quincy Jones.
Em sua homenagem foram nomeados o Fórum Trabalhista da Cidade de Sorocaba, no Estado de  São Paulo e  logradouros públicos na mesma Cidade e em Salvador.
Foi amigo do saxofonista norte-americano Charlie Bird, que gostava de vê-lo cantar.
Foi presidente da Associação Atlética da Bahia, levando para apresentações renomados amigos como Vinicius de Moraes, João Gilberto, Silvinha Telles, Nara Leão, Quarteto Em Cy, Carlos Lyra, Elis Regina, entre outros.
Exerceu a presidência do Clube de Cinema da Bahia. Poliglota, dominava várias línguas: inglês, italiano, espanhol e francês.
Manteve correspondência sobre música com Carlos Drummond de Andrade (seu parceiro em "Cantiguinha").
Foi Juiz do Trabalho, chegando ao 2º grau, como desembargador do Tribunal Regional do Trabalho da 5.ª Região, com sede em Salvador, com jurisdição sobre o Estado da Bahia e Ministro do Tribunal Superior do Trabalho. Juiz do Tribunal Administrativo da Organização dos Estados Americanos OEA, com sede em Washington DC (EUA) até 1988, ano em que faleceu vítima de uma infecção hospitalar contraída no Hospital Espanhol. Jorge Amado referindo-se a ele escreveu "O numeroso Coqueijo".